# Lijst van syndromen
Dit is een lijst van syndromen.
Ziekten vernoemd naar personen (syndroom van ...) zijn gealfabetiseerd op familienaam. Daarbij zijn familienamen met tussenvoegsel gealfabetiseerd op tussenvoegsel.

## 0-9
- 1q21.1-deletiesyndroom
- 1q21.1-duplicatiesyndroom
- 18q-syndroom

## A
- Syndroom van Aarskog
- Syndroom van Abt-Siwe-Letterer
- Syndroom van Adams-Stokes
- Syndroom van Addison
- Syndroom van Adie
- Adrenogenitaal syndroom
- Aerotoxisch syndroom
- Syndroom van Aicardi-Goutières
- Aids
- Syndroom van Alagille
- Syndroom van Alice in Wonderland
- Alien-handsyndroom
- Syndroom van Alport
- Amotivationeel syndroom
- Syndroom van Andersen-Tawil
- Syndroom van Angelman
- Syndroom van anoftalmie-syndactyly
- Syndroom van Anton
- Syndroom van Apert
- Syndroom van Arnold-Chiari
- Syndroom van Asherman
- Syndroom van Asperger
- Auto-immuun lymfoproliferatief syndroom

## B
- Syndroom van Bacrania-Ragge
- Syndroom van Baillarger
- Syndroom van Bálint
- Syndroom van Bardet-Biedl
- Syndroom van Barrett
- Syndroom van Barth
- Syndroom van Bartter
- Basocellulairenaevussyndroom
- Battered-childsyndroom
- Syndroom van Bean
- Syndroom van Beckwith-Wiedemann
- Syndroom van Behçet
- Syndroom van Benson
- Syndroom van Bernhardt-Roth
- Syndroom van Birt-Hogg-Dubé
- Syndroom/anemie van Blackfan-Diamond
- Syndroom van Bloch-Siemens
- Syndroom van Bloch-Sulzberger
- Syndroom van Bloom
- Syndroom van Bogart-Bacall
- Syndroom van Bonnevie-Ullrich
- Syndroom van Borjeson-Forssman-Lehmann
- Syndroom van Bourneville-Pringle
- Syndroom van Briquet
- Syndroom van Bruck
- Syndroom van Brueghel
- Syndroom van Brugada
- Syndroom van Budd-Chiari
- Buitenlandsaccentsyndroom
- Syndroom van Byler

## C
- Syndroom van Capgras
- Carpaletunnelsyndroom
- Syndroom van Carpenter
- Cat-eyesyndroom
- Caudasyndroom
- Centrale-slaapapnoesyndroom
- Syndroom van Charles Bonnet
- Syndroom van Chiari-Frommel
- Chronischevermoeidheidssyndroom
- Syndroom van Churg-Strauss
- Syndroom van Claude Bernard
- Syndroom van Claude Bernard-Horner
- Syndroom van Clérambault
- Syndroom van Cohen
- Complex regionaal pijnsyndroom
- Concentratiekampsyndroom
- Syndroom van Conn
- Syndroom van Cornelia de Lange
- Syndroom van Costen
- Syndroom van Cotard
- Syndroom van Couvelaire
- CREST-syndroom
- Syndroom van Crigler-Najjar
- Syndroom van Crouzon
- Syndroom van Cushing

## D
- Syndroom van Da Costa
- DAMP-syndroom
- Syndroom van Dandy-Walker
- Delayed sleep phase syndrome
- Dhatsyndroom
- Syndroom/anemie van Diamond-Blackfan
- Syndroom van DiGeorge
- Syndroom van Diogenes
- Syndroom van Donohue
- Syndroom van Doose
- Syndroom van Down
- Syndroom van Dravet
- Syndroom van Duane
- Syndroom van Dubin-Johnson
- Syndroom van Dubin-Sprinz
- Syndroom van Duchenne
- Dumpingsyndroom
- Syndroom van Dupuy

## E
- Economyclasssyndroom
- Syndroom van Edwards
- Syndroom van Ehlers-Danlos
- Syndroom van Eisenmenger
- Syndroom van Ellis-van Creveld
- Syndroom van Escalante
- Syndroom van Evans

## F
- Syndroom van Fanconi
- Fibromyalgie
- Syndroom van Fitz-Hugh-Curtis
- Foetaal alcoholsyndroom
- Syndroom van Forestier
- Syndroom van Fraser
- Fragiele-X-syndroom
- Syndroom van Freeman-Sheldon
- Syndroom van Frégoli
- Syndroom van Frey
- Syndroom van Frey-Baillarger
- Syndroom van Fuchs

## G
- Syndroom van Gaisböck
- Syndroom van Ganser
- Syndroom van Gasser
- Syndroom van Gasser-Karrer
- Genitaal retractiesyndroom
- Syndroom van Gerstmann
- Syndroom van Gerstmann-Sträussler-Scheinker
- Syndroom van Gianotti-Crosti
- Syndroom van Gilbert
- Syndroom van Gilles de la Tourette
- Syndroom van Gitelman
- Syndroom van Godot
- Golfsyndroom
- Syndroom van Goldenhar-Gorlin
- Syndroom van Goodpasture
- Syndroom van Gordon
- Syndroom van Gorlin
- Syndroom van Gorlin-Goltz
- Syndroom van Griscelli
- Syndroom van Grisel
- Syndroom van Grouchy
- Syndroom van Guillain-Barré

## H
- Haartourniquetsyndroom
- Syndroom van Hallervorden-Spatz
- Havanasyndroom
- Syndroom van Heerfordt
- Syndroom van Heller
- Hellp-syndroom
- Hemolytisch-uremisch syndroom
- Syndroom van Hallermann–Streiff
- Syndroom van Henoch-Schönlein
- Syndroom van Hermansky-Pudlak
- Syndroom van Horner
- Syndroom van Hunter
- Syndroom van Hutchinson-Gilford
- Hypokinetisch-rigide syndroom

## I
- ICF-syndroom
- Identificatiesyndroom
- Syndroom van Imerslund-Gräsbeck
- Syndroom van inadequate secretie van antidiuretisch hormoon

## J
- Syndroom van Jacobsen
- Jeruzalemsyndroom

## K
- Kabukisyndroom
- Syndroom van Kallmann
- Syndroom van Kanner
- Syndroom van Kartagener
- Syndroom van Kawasaki
- Syndroom van Kearns-Sayre
- Syndroom van Kinsbourne
- KISS-syndroom
- Syndroom van Kleine-Levin
- Syndroom van Klinefelter
- Syndroom van Klippel-Trenaunay
- Syndroom van Klüver-Bucy
- Syndroom van Van der Knaap
- Syndroom van Korsakov
- KZ-syndroom

## L
- Syndroom van Lambert-Eaton
- Landau-Kleffner syndroom
- Lange-QT-syndroom
- Syndroom van Laurence-Moon-Bardet-Biedl
- Syndroom van Ledderhose
- Syndroom van Leigh
- Syndroom van Lennox-Gastaut
- Syndroom van Lenz
- Syndroom van Lesch-Nyhan
- Syndroom van Li-Fraumeni
- Locked-in-syndroom
- Syndroom van Loeys-Dietz
- Syndroom van Lohuizen
- Syndroom van Lyell
- Syndroom van Lynch

## M
- Syndroom van Madelung
- Syndroom van Majewski
- Maligne neuroleptisch syndroom
- Syndroom van Marfan
- Syndroom van Marshall-Smith
- Syndroom van Martin-Bell
- Syndroom van Mayer-Rokitansky-Küster
- Syndroom van Meige
- Syndroom van Menière
- Syndroom van Millard-Gubler
- Syndroom van Miller
- Syndroom van Miller-Dieker
- Mirrorsyndroom
- Syndroom van Moebius
- Syndroom van Morquio
- Moyamoya-syndroom
- Syndroom van Muckle-Wells
- Syndroom van Muir-Torre
- Syndroom van Münchhausen
- Syndroom van Münchhausen by proxy
- Myelodysplastisch syndroom
- Syndroom van Myenberg-Altherr-Ühlinger

## N
- Nagel-patellasyndroom
- Nefrotisch syndroom
- Neurovasculair compressiesyndroom
- Syndroom van Noonan
- Syndroom van Norman-Roberts

## O
- Syndroom van Omenn
- Opsoclonus-myoclonussyndroom
- Organisch psychosyndroom
- Ouderverstotingssyndroom

## P
- Syndroom van Pancoast
- Syndroom van Parsonage-Turner
- Syndroom van Patau
- Patellofemoraal pijnsyndroom
- Syndroom van Pellegrini-Stieda
- Syndroom van Pendred
- Persistent sexual arousal syndrome
- Syndroom van Peter Pan
- Syndroom van Peutz-Jeghers
- Syndroom van Pfeiffer
- Syndroom van Phelan-McDermid
- Syndroom van Pierre Robin
- Polycysteus-ovariumsyndroom
- Syndroom van Posner-Schlossman
- Postcommotioneel syndroom
- Postcovidsyndroom
- Postencefalitisch syndroom
- Postinfectieus syndroom
- Postintensivecaresyndroom
- Postpoliosyndroom
- Syndroom van Potter
- Syndroom van Prader-Willi
- Premenstrueel syndroom
- Prikkelbaredarmsyndroom
- Proteus-syndroom

## Q
- Syndroom van Qazi-Markouizos
- Syndroom van Quervain

## R
- Syndroom van Ramsay Hunt
- Syndroom van Reiter
- REM-syndroom
- Restless-legssyndroom
- Syndroom van Rett
- Syndroom van Reye
- Syndroom van Rieger
- Syndroom van Robinow
- Syndroom van Roemheld
- Syndroom van Rotor
- Syndroom van Rubinstein-Taybi
- Syndroom van Russell-Silver

## S
- Syndroom van Saethre-Chotzen
- Syndroom van Sandifer
- Syndroom van Sanfilippo
- Syndroom van Schmid-Fraccaro
- Syndroom van Schnitzler
- Syndroom van Schöpf-Schulz–Passarge
- Schoudergordelsyndroom
- Syndroom van Sézary
- Shakenbabysyndroom
- Syndroom van Sharp
- Syndroom van Sheehan
- Shock
- Syndroom van Shprintzen
- Syndroom van Shulman
- Syndroom van Shwachman
- SIADH (Syndroom van inadequate secretie van antidiuretisch hormoon)
- Sirenomelie
- Syndroom van Sjaastad
- Syndroom van Sjögren
- Syndroom van Skraban-Deardorff
- Syndroom van Sluder
- Syndroom van Smith-Lemli-Opitz
- Syndroom van Sotos
- Spierreuma
- Syndroom van Stendhal
- Syndroom van Stickler
- Stockholmsyndroom
- Syndroom van Sturge-Weber
- Subjectief dubbelgangersyndroom
- Syndroom van Sweet
- Syndroom van Swyer

## T
- Syndroom van Takayasu
- Syndroom van Tapia
- TAR-syndroom
- Syndroom van Taussig-Bing
- Syndroom van Terson
- Thoracic outlet syndrome
- Syndroom van Tietze
- Syndroom van Thibierge-Weissenbach
- THS (Syndroom van Tolosa-Hunt)
- TOS (Thoracic outlet syndrome)
- Syndroom van Tolosa-Hunt
- Syndroom van Toriello
- Toxischeshocksyndroom
- Syndroom van Treacher Collins
- triple X-syndroom
- Syndroom van Turcot
- Syndroom van Turner
- Type II-korte-rib-polydactyliesyndroom

## U
- Syndroom van Usher

## V
- Syndroom van Van Lohuizen
- Velocardiofaciaal syndroom
- Syndroom van Verbiest
- Syndroom van Verner-Morrison
- Verworven immunodeficiëntiesyndroom
- Syndroom van Vialetto-van Laere
- Syndroom van Vidal-Jacquet
- Viraal hemorragisch syndroom
- Syndroom van Vogt-Koyanagi-Harada
- Syndroom van Von Hippel-Lindau
- Syndroom van Vrolik

## W
- Syndroom van Waardenburg
- Syndroom van Wagner
- Syndroom van Wallenberg
- Syndroom van Waterhouse-Friderichsen
- Syndroom van Weil
- Syndroom van Werdnig-Hoffmann
- Syndroom van Wermer
- Syndroom van Werner
- Syndroom van Wernicke
- Syndroom van West
- Syndroom van Wildervanck
- Syndroom van Wilkie
- Syndroom van Williams
- Syndroom van Wiskott-Aldrich
- Wobblersyndroom
- Syndroom van Wolf-Hirschhorn
- Syndroom van Wolff-Parkinson-White
- Syndroom van Wolfram
- Syndroom van Wyburn-Mason

## X
- XYY-syndroom

## Y
- Syndroom van Young

## Z
- Zeemeerminsyndroom
- Syndroom van Zellweger
- Syndroom van Zieve
- Syndroom van Zollinger-Ellison